# Йоан III Дука Ватаци
Йоан III Дука Ватаци (на гръцки: Ιωάννης Γ΄ Δούκας Βατάτζης) е император на Никейската империя от династията Ватаци – Ласкариди, управлявал в периода 1222 – 1254 г.

## Живот
Йоан III е наследник на бележитите византийски фамилии Дука и Ватаци. Син е на Василий Ватаци († 1194), дук на Тракия, и племенница на император Исаак II Ангел (упр. 1185 – 1195).
След завладяването на Константинопол от латините, Йоан III Дука служи като главен стратег на никейския император Теодор I Ласкарис и бива избран от него за негов зет и наследник. Йоан се жени за Ирина Ласкарина, дъщеря на Теодор I Ласкарис, императора-основател на Никейската империя, който го избира за свой наследник на трона благодарение на войнските му заслуги.
По време на управлението си Йоан III се заема да възстанови разрушената при Четвъртия кръстоносен поход Византийска империя и разширява владенията си за сметка на Венецианската република. Постига значително териториално разширение на никейската държава в Мала Азия и на Балканите, но неговите амбиции да възвърне Константинопол отново в ромейска власт остават неосъществени.
Йоан III Дука Ватаци е обявен за съвладетел през 1221 г., а след смъртта на Теодор I Ласкарис в 1222 г. става никейски император, но властта му е оспорена от роднините на Ласкарис, които са подпомогнати военно от Латинската империя. След победата над тях, Йоан III нахлува в Тракия и отнема Адрианопол от латините през 1225 г., въпреки че през 1227 г. града е завладян от неговия съперник Теодор Комнин, владетел на Солунското Епирско деспотство.
През 1230 г., след елиминирането на ефимерната Епирска империя от българския цар Иван Асен II, Дука Ватаци сключва съюз с България, насочен срещу Латинската империя. Като жест на добри намерения, никейският патриарх признава правото на българите на независима църква и собствена патриаршия през 1235 година. Никея воюва през 1235 – 1236 г. в съюз с цар Иван Асен II срещу латинците, обсаждайки безуспешно Константинопол. Поради различни причини и, може би, обезпокоен от засилването на Никейската държава, Иван Асен се въздържа от по-нататъшни активни действия в подкрепа на Дука Ватаци. Впоследствие българският цар възприема политика на неутралитет и отношенията с Никейската империя се влошават. Йоан III се възползва от слабостта на Българското царство след смъртта на Иван Асен II, анексира Солун в 1242 г., а през 1246 г. превзема и голяма част от българска Тракия. Ватаци побеждава цар Михаил II Асен, но териториалните му придобивки са затвърдени едва след неговата смърт чрез сключения Регински мир. Така Никейската империя присъединява голяма част от Родопите и една трета от територията на Средновековна България.
Йоан III Ватаци е способен и успешен владетел, който не само доказва качествата на военен лидер и политик, но и обръща голямо внимание на стопанското развитие в държавата. По негово време Никейската империя се намира в икономически подем, а самият император е известен с личната си скромност, пестеливост и умереност, проявява справедливост и милосърдие, поради което е уважаван от поданиците си и е възхваляван в летописите.
В края на живота си Йоан III заболява и умира от епилепсия. След смъртта му на престола го наследява синът му Теодор II Ласкарис.